# Maison de Branislav Kojić
La maison de Branislav Kojić (en serbe cyrillique : Кућа Бранислава Којића ; en serbe latin : Kuća Branislava Kojića) est située à Belgrade, la capitale de la Serbie, dans la municipalité urbaine de Stari grad. Construite en 1926, elle est inscrite sur la liste des biens culturels de la ville de Belgrade.

## Présentation
La maison de l'architecte Branislav Kojić, un des fondateurs du mouvement moderne, est située 6 rue Zadarska. Elle a été construite en 1926, selon les plans de l'architecte en personne. Elle est caractéristique des recherches de Kojić pour combiner l'architecture vernaculaire et l'architecture moderne. Les deux oriels de la façade principale constituent une référence à l'architecture balkanique, en revanche, l'ensemble, avec ses courbes ondulantes, sont une réinterprétation moderne de l'architecture traditionnelle.